# The Legend of Sleepy John Estes
The Legend of Sleepy John Estes — дебютний студійний альбом американського блюзового музиканта Сліпі Джона Естеса, випущений у 1962 році лейблом Delmar.

## Опис
Свій дебютний студійний альбом гітарист Сліпі Джон Естес записав на чиказькому лейблі Delmar Records, після багаторічної перерви у своїй музичній кар'єрі.
Сесія звукозапису проходила 24 березня і 3–4 червня 1962 року в Соквіллі (Вісконсин). Сліпі Джону Естесу (вокал, гітара) акомпанували Ноккі Паркер — фортепіано, Геммі Ніксон — губна гармоніка і Ед Вілкінсон — бас.
Для цього альбому, Джон засисав декілька композицій з попередніх сесій 1930-х і 1940-х років, включаючи найпершу з Геммі Ніксоном, зроблену в 1934 році. Нова версія «Milk Cow Blues» тут відрізняється від запису, зробленого на Victor і пізнішої версії Кокомо Арнольда. «Divin' Duck Blues» також була записана раніше на лейблі Victor і була найпершим хітом Джона. «Death Valley Blues» є варіантом пісні Артура «Біг Бой» Крудапа. «Someday Baby Blues» стала відомою завдяки інтерпретаціям Біг Масео і Мадді Вотерса. «Drop Down Mama» була записана Томом Рашом і Біг Джо Вільямсом.

## Список композицій
1. «Rats in My Kitchen» (Сліпі Джон Естес)
2. «Someday Baby Blues» (Сліпі Джон Естес, Геммі Ніксон)
3. «Stop That Thing» (Сліпі Джон Естес, народна)
4. «Divin' Duck Blues» (Сліпі Джон Естес)
5. «Death Valley Blues»
6. «Married Woman Blues» (Сліпі Джон Естес, Білл Джексон, Біг Джо Тернер)
7. «Down South Blues» (Мадді Вотерс)
8. «Who's Been Telling You, Buddy Brown Blues»
9. «Drop Down Mama» (Сліпі Джон Естес, Геммі Ніксон)
10. «You Got to Go»
11. «Milk Cow Blues» (Кокомо Арнольд, Сліпі Джон Естес)
12. «I'd Been Well Warned» (Сліпі Джон Естес)

## Учасники запису
- Сліпі Джон Естес  — гітара, вокал
- Ноккі Паркер — фортепіано
- Геммі Ніксон — губна гармоніка
- Ед Вілкінсон — бас (окрім 2 і 11)

Технічний персонал
- Боб Кестер — продюсер, текст до обкладинки
- Ларс Свонберг — фотографія обкладинки